# Mostotrest
Mostotrest es la mayor compañía rusa de construcción pesada. La compañía está centrada en la construcción de carreteras, ferrocarriles, puentes y autopistas y otras construcciones ingenieriles. La compañía es la mayor empresa rusa en la construcción de puentes. Desde 1930 cuando fue fundada, Mostotres ha completado en torno de 7500 infraestructuras incluyendo puentes, pasarelas para peatones, túneles y complejos intercambios de transporte. La compañía tiene más de 450 empleados.